# Palazzo di Dafne

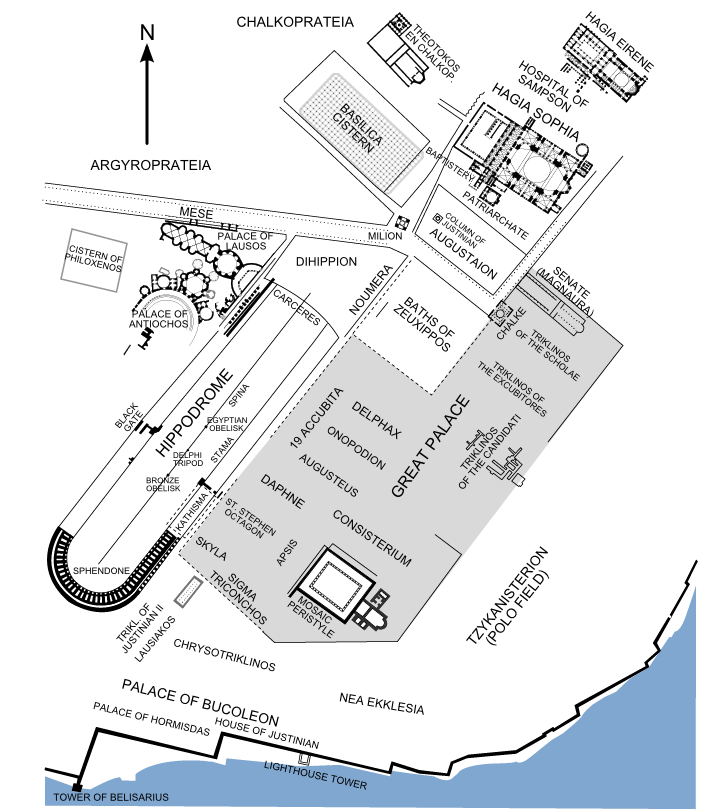
Pianta del palazzo imperiale di Costantinopoli.

Il palazzo di Dafne (in greco Δάφνη?) era una delle principali ali del Gran Palazzo di Costantinopoli, la capitale dell'impero bizantino (moderna Istanbul). Secondo lo storico Giorgio Codino, prese il nome dalla statua della ninfa Dafne, portata da Roma. La sua struttura e l'aspetto non sono noti, dal momento che i suoi resti si trovano sotto la Moschea del Sultano Ahmed e l'unica prova superstite proviene da fonti letterarie.

## Storia e descrizione
Il palazzo di Dafne apparteneva alla prima fase di costruzione del complesso del palazzo, quello di Costantino I, che ricostruì la città di Bisanzio in Costantinopoli, la sua nuova capitale, e dei suoi immediati successori. Giustino II espanse la struttura originaria, che rimase la residenza principale degli imperatori fino all'VIII secolo. Il palazzo era costituito da un insieme di sale cerimoniali ed edifici residenziali, che si trovava nella parte più occidentale del complesso del palazzo imperiale, vicino all'Ippodromo, ed era collegato al palco imperiale (il Kathisma) da una scalinata. Questo complesso comprendeva l'ala residenziale koitōn ("zona notte") del palazzo, il triklinos e la cappella di santo Stefano, costruita intorno al 421, la Augusta Pulcheria che ospitava la reliquia del braccio destro del santo. Era collegata alla sala cerimoniale (triklinos) di Augusteus (in greco Αὐγουστεύς?, da non confondere con la piazza Augustaion), una delle più antiche parti del palazzo. Era anche noto con il nome di Stepsimon (Στέψιμον, "incoronazione"), mettendo in evidenza la sua funzione di sala dell'incoronazione del palazzo, un ruolo che mantenne (soprattutto per le incoronazioni delle imperatrici e i matrimoni imperiali) nel periodo bizantino centrale. A sua volta, l'Augusteus era collegato al palazzo Triconchos e alla sala del Consistorium. Altre due cappelle, dedicate alla Vergine Maria e alla Santissima Trinità, erano presenti nell'ala sud del palazzo.
Nel IX e X secolo, il centro della vita di corte e cerimoniale venne spostato a sud, verso il palazzo del Bucoleone e le strutture cerimoniali nell Crisotriclinio. Anche se il palazzo di Dafne continuò a caratterizzare le cerimonie imperiali, come descritto nel De ceremoniis di Costantino VII Porfirogenito, il suo declino nel prestigio ed uso è ben illustrato dal fatto dalle mura che l'imperatore Niceforo II Foca fece realizzare per circondare il nuovo palazzo, lasciando all'esterno il complesso di Dafne. Dopo l'XI secolo sembra che il palazzo sia caduto in rovina, un processo aggravato dal saccheggio delle restanti strutture, per i metalli e gli elementi architettonici contenuti, sotto l'Impero Latino (1204-1261).